# London Underground 1992 Stock
London Underground 1992 Stock (także 1992 Tube Stock lub 1992 Stock) – elektryczny zespół trakcyjny produkowany w latach 1991-1994 dla metra londyńskiego przez przedsiębiorstwo ABB Transportation, wprowadzony do eksploatacji w latach 1993-1995. Pociągi bazują na prototypowym typie 1986 Stock.
Zbudowanych zostało 85 zestawów 8-członowych oraz 5 zestawów 4-członowych (łącznie 700 wagonów). W skład każdego zestawu wchodzą dwa człony kierownicze skąd maszynista steruje pociągiem. W 2006 roku wagony wchodzące w skład zestawów 4-członowych przeszły modernizację przeprowadzoną przez spółkę Bombardier Transportation.
Zestawy 8-członowe wykorzystywane są na linii Central, zestawy 4-członowe obsługują natomiast linię Waterloo & City.